# (2713) Люксембург
(2713) Люксембург (люкс. Lëtzebuerg) — типичный астероид главного пояса, который был открыт 19 февраля 1938 года бельгийским астрономом Эженом Дельпортом в Королевской обсерватории Бельгии, расположенной близ города Уккел и назван в честь великого герцогства Люксембургского, карликового государства в Западной Европе.

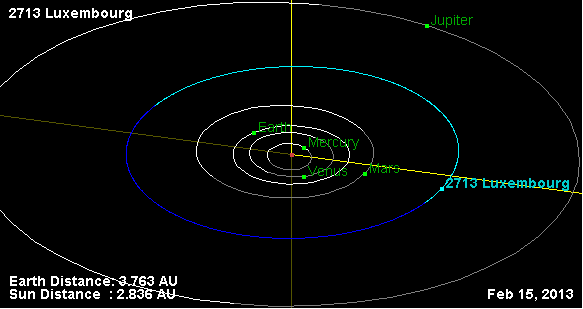
Орбита астероида Люксембург и его положение в Солнечной системе